# J. R. Monterose (album)
Albums de J. R. Monterose
_/ The Message
(1959)
J. R. Monterose est le premier album du saxophoniste américain J. R. Monterose paru en 1956 sur le label Blue Note.

## Contexte
Monterose débute en tant que sideman en 1955 en accompagnant le pianiste Teddy Charles, le trompettiste Jon Eardley et le tromboniste Eddie Bert. Mais il se distingue principalement au début de l'année 1956 par sa collaboration avec le contrebassiste Charles Mingus sur l'album Pithecanthropus Erectus ainsi que sur 'Round About Midnight at the Café Bohemia du trompettiste Kenny Dorham puis quasiment plus rien avant ce premier enregistrement en tant que leader à la fin de l'année.

## Enregistrements
Les enregistrements se sont déroulés le 21 octobre 1956 au studio de l'ingénieur du son Rudy Van Gelder, situé à cette période à Hackensack (New Jersey). L'album publié en 1956 aux États-Unis est réédité en 2008, produit par Michael Cuscuna, remastérisé par Van Gelder et les liner notes sont rédigés par Bob Blumenthal.
Monterose choisit le jeune contrebassiste Wilbur Ware qui avait attiré son attention un an avant d'effectuer les enregistrements de cet album alors qu'il se trouvait à Chicago en compagnie de Charles Mingus. Au cours de l'été 1956, Ware rejoint le batteur Art Blakey au sein du groupe des Jazz Messengers qui vient d'être remanié et pour une période de deux mois. Il s'installe alors à New York pour jouer, accompagné du trompettiste Ira Sullivan que Monterose admire, notamment pour sa capacité à jouer de multiples instruments. La section rythmique est aussi constituée du batteur Philly Joe Jones que Monterose apprécie beaucoup en particulier lorsqu'il jouait dans le groupe du batteur Buddy Rich. Enfin le talentueux pianiste Horace Silver complète le quintet pour ces enregistrements.
| Musicien         | Instrument       |  | Équipe technique |                         |
| ---------------- | ---------------- |  | ---------------- | ----------------------- |
| J. R. Monterose  | saxophone, chant |  | Alfred Lion      | producteur              |
| Ira Sullivan     | trompette        |  | Leonard Feather  | liner notes d’origine   |
| Horace Silver    | piano            |  | Reid Miles       | design de la couverture |
| Wilbur Ware      | contrebasse      |  | Rudy Van Gelder  | ingénieur               |
| Philly Joe Jones | batterie         |  | Francis Wolff    | photographie            |

## Titres
L'album d'origine propose six titres dont trois compositions de Monterose. Pour son premier album le saxophoniste ne souhaite pas intégrer uniquement des compositions personnelles et Horace Silver intègre deux morceaux, l'un du trompettiste Donald Byrd, l'autre du contrebassiste Paul Chambers. Enfin Monterose demande au batteur Philly Joe Jones de lui apporter le dernier titre.
Le premier morceau nommé Wee-jay se base sur des changements d'accords du titre Out of Nowhere de Johnny Green mais remanié par Monterose en particulier dans ses solos comme sur l'introduction avec un staccato répété, offrant un effet swing entretenu sur trois chorus. Le titre suivant The Third est une composition de Donald Byrd, apparue pour la première fois sous le titre L'il T lors d'une séance d'enregistrement des Jazz Messengers en juin 1956. Le morceau est ensuite enregistré sur l'album Two Trumpets de Byrd et Art Farmer sous le titre The Third. Elle est construite autour de 12 mesures, caractérisée notamment par les solos du pianiste, du saxophoniste, du contrebassiste et du trompettiste. Leonard Feather perçoit dans ce jeu de Monterose une « influence apparente de Sonny Rollins ». Bobbie Pin est un morceau plein d’entrain où Sullivan se distingue par un solo que Ware poursuit par un chorus puis le solo swinguant du saxophoniste. Silver impose ensuite ses chorus puis quatre de Monterose et de Jones avant que le thème principal ne soit repris. La première partie de Marc V met en présence le saxophoniste et le trompettiste suivis par les solos de Silver et Ware tandis que Ka-link se distingue par l'interprétation de Monterose avec une série de chorus sur 12 mesures. Enfin Beauteous, composée par Paul Chambers débute par des solos de Monterose et Silver qui se distingue par la technicité de son jeu puis Ware enchaîne son chorus avant la reprise du thème principal. Paul Chambers enregistre également une version de ce morceau l'année suivante sur son album Paul Chambers Quintet (Blue Note).
| N°     | Titre      | Compositeur      | Durée |
| ------ | ---------- | ---------------- | ----- |
| Face 1 |            |                  |       |
| 1.     | Wee-Jay    | J. R. Monterose  | 6:56  |
| 2.     | The Third  | Donald Byrd      | 5:15  |
| 3.     | Bobbie Pin | J. R. Monterose  | 8:03  |
| Face 2 |            |                  |       |
| 4.     | Marc V     | J. R. Monterose  | 6:30  |
| 5.     | Ka-link    | Philly Joe Jones | 9:00  |
| 6.     | Beauteous  | Paul Chambers    | 5:23  |

Une seconde version de Wee-Jay (prise alternative - 7:17) est ajouté en titre bonus sur la première réédition en CD de l'album (1994).

## Réception
La critique de Stephen Thomas Erlewine sur AllMusic mentionne que « la première session d'enregistrement de J. R. Monterose en tant que leader est un contenu très agréable plein d'entrain, typique du bop qui l'a révélé en tant que saxophoniste avec un talent pour diriger de façon forte et puissante, dans la veine de Sonny Rollins et Coleman Hawkins » et il ajoute un peu plus loin, « en fait, la qualité de la musique est si forte; JR Monterose est considéré comme l'une des perles sous-estimé du catalogue Blue Note de la moitié des années 1950 ».
Le critique de jazz Richard Cook écrit à propos de l'album dans son ouvrage Blue Note Records: The Biography que c'est « un enregistrement en quintet solide et individuel », qualifiant le saxophoniste de « personnage singulier » avec un « ton rude et durement martelé qu'il utilise pour exprimer des effets significatifs ». Il indique aussi que « ses solos sont difficiles à prévoir dans le sens où ils vont de phrase en phrase et qu'il ne donne pas l'impression de vraiment swinguer contrairement aux excellents grooves imposés par Wilbur Ware et Philly Joe Jones mais le saxophoniste dirige avec une telle autorité qu'il convainc les auditeurs ». Cook conclut en écrivant que l'album contient « un ensemble de thèmes inhabituels, sans standard ... ce qui offre à l'enregistrement une impression unique ». Il mentionne aussi que le producteur Alfred Lion n'a pas poursuivi la collaboration avec Monterose mais « son apparition unique est une référence qui intrigue dans le catalogue Blue Note ».